# گروه کلارین
گروه کلارین (انگلیسی: Clarín Group) شرکت هلدینگ رسانه‌ای آرژانتینی است، که در زمینه ارائه خدمات تلویزیون‌های کابلی، رساننده خدمات اینترنتی، انتشارات روزنامه و مجله فعالیت می‌نماید.
شرکت کلارین در سال ۱۹۹۹ راه‌اندازی شد. دفتر مرکزی این شرکت در شهر بوئنوس آیرس، آرژانتین قرار دارد و سهام آن در بازارهای بورس لندن و بورس بوئنوس آیرس معامله می‌شود.